# Salins-Fontaine
Pour les articles homonymes, voir Salins et Fontaine.
Salins-Fontaine est une commune nouvelle située dans le département de la Savoie, en région Auvergne-Rhône-Alpes.
Elle est créée le 1er janvier 2016.

## Géographie

### Localisation
Salins se trouve à la sortie de Moûtiers en direction de Bozel, via la route départementale D915. Le chef-lieu de la commune est situé à 520 m d'altitude.

### Communes limitrophes
| Le Bois                  | Moûtiers        | Feissons-sur-Salins |
|                          | Salins-Fontaine |                     |
| Saint-Jean-de-Belleville | Les Belleville  | Brides-les-Bains    |

## Urbanisme

### Typologie
Au 1er janvier 2024, Salins-Fontaine est catégorisée bourg rural, selon la nouvelle grille communale de densité à sept niveaux définie par l'Insee en 2022.
Elle appartient à l'unité urbaine de Moûtiers, une agglomération intra-départementale regroupant deux  communes, dont elle est une commune de la banlieue,,. Par ailleurs la commune fait partie de l'aire d'attraction de Moûtiers, dont elle est une commune du pôle principal,. Cette aire, qui regroupe 7 communes, est catégorisée dans les aires de moins de 50 000 habitants,.

## Toponymie
Il convient de se reporter aux articles consacrés aux anciennes communes fusionnées.

## Histoire
Créée par un arrêté préfectoral du 20 novembre 2015, elle est issue du regroupement des deux communes de Fontaine-le-Puits et de Salins-les-Thermes qui deviennent des communes déléguées. Son chef-lieu est fixé à Salins-les-Thermes.

## Politique et administration

### Administration municipale
Jusqu'aux prochaines élections municipales de 2020, le conseil municipal de la nouvelle commune sera constitué de l'ensemble des conseillers municipaux des anciennes communes. Un nouveau maire sera élu début 2016. Les maires actuels des communes deviendront maires délégués de chacune des anciennes communes.
| Période      | Période                 | Identité          | Étiquette | Qualité              |
| ------------ | ----------------------- | ----------------- | --------- | -------------------- |
| Janvier 2016 | Décembre 2018 démission | Maxime Silvestre  |           |                      |
| Février 2019 | En cours                | Françoise Crousaz |           | Ex-première adjointe |

### Communes déléguées
| Nom                        | Code Insee | Intercommunalité      | Superficie (km2) | Population (dernière pop. légale) | Densité (hab./km2) |
| -------------------------- | ---------- | --------------------- | ---------------- | --------------------------------- | ------------------ |
| Salins-les-Thermes (siège) | 73284      | CC Cœur de Tarentaise | 4,17             | 876 (2013)                        | 210                |
| Fontaine-le-Puits          | 73115      | CC Cœur de Tarentaise | 4,47             | 136 (2013)                        | 30                 |

## Population et société

### Démographie
L'évolution du nombre d'habitants est connue à travers les recensements de la population effectués dans la commune depuis sa création.

En 2022, la commune comptait 959 habitants, en évolution de −4,86 % par rapport à 2016 (Savoie : +3,63 %, France hors Mayotte : +2,11 %).
| 2014  | 2015  | 2016  | 2017  | 2022 |
| ----- | ----- | ----- | ----- | ---- |
| 1 002 | 1 005 | 1 008 | 1 011 | 959  |

## Économie
Il convient de se reporter aux articles consacrés aux anciennes communes fusionnées.

## Culture locale et patrimoine

### Lieux et monuments
Il convient de se reporter aux articles consacrés aux anciennes communes fusionnées.

### Personnalités liées à la commune
Il convient de se reporter aux articles consacrés aux anciennes communes fusionnées.